# Frank Nelson (atleta)
Frank Nelson (Estados Unidos, 22 de mayo de 1887-20 de julio de 1970) fue un atleta estadounidense, especialista en la prueba de salto con pértiga en la que llegó a ser subcampeón olímpico en 1912.

## Carrera deportiva
En los JJ. OO. de Estocolmo 1912 ganó la medalla de plata en el salto con pértiga, saltando por encima de 3.85 metros, siendo superado por su compatriota Harry Babcock (oro con 3.95 metros), empatado con otro estadounidense Marcus Wright y por delante del canadiense William Halpenny, el estadounidense Frank Murphy y el sueco Bertil Uggla que ganaron la medalla de bronce con 3.80 metros.